# Antoine Flahault
Pour les articles homonymes, voir Flahault.
Antoine Flahault, né le 22 septembre 1960 à Cholet, dans le Maine-et-Loire, est un médecin épidémiologiste français, professeur de santé publique à l'université de Genève et directeur de l'Institut de santé globale à la faculté de médecine de l'université de Genève.
Il est l'auteur de plusieurs ouvrages et d'articles dans des revues scientifiques.

## Biographie
Son grand-père Léon Flahault, né en 1898 à Boulogne-sur-Mer, s’installe à Cholet comme chirurgien dans les années 1920. Il épouse la fille d’Anatole Manceau, sénateur de Maine-et-Loire avec laquelle il aura douze enfants. Parmi eux, Daniel Flahault, le père d’Antoine né le 22 septembre 1960 dans cette même ville. Après un passage en Afrique durant son enfance pour suivre son père, médecin de l’Organisation mondiale de la santé (OMS) envoyé au Congo belge lors de la guerre d’indépendance, il est scolarisé en Suisse, puis il se rend à Paris afin de suivre des études de médecine.

## Carrière professionnelle
Le Pr Flahault enseigne la santé publique à l’université Pierre-et-Marie-Curie (Paris-VI), puis devient chef du département de santé publique de l’hôpital Tenon ou il dirige l’équipe de recherche de l’Inserm (UMR-S 707) dénommée « Sentinelles ». Il coordonne également un programme de recherche qui associe la surveillance des maladies, l’épidémiologie prévisionnelle et la modélisation mathématique. Antoine Flahault collabore ensuite avec l’OMS pour la mise en place du système mondial de surveillance de la grippe, dénommé FluNet, et en 2006 constitue une cellule interdisciplinaire de coordination des recherches sur le virus du chikungunya. En novembre 2007, il met en place une cellule sur la recherche et la veille sur les maladies émergentes dans la région Antilles-Guyane.
Antoine Flahault a également été le directeur de l'EHESP et co-directeur du centre Virchow-Villermé, une initiative franco-allemande pour la santé publique à l'échelle mondiale. Il est également régulièrement sollicité par les médias francophones au sujet de la pandémie de Covid-19 depuis le début de l'épidémie,,.
Depuis 2014, il est directeur de l'Institut de santé globale (Institute of Global Health) de l'université de Genève.

## Prises de position
En 2007, il estime que près de 35 % de la population française pourrait être touchée par la grippe porcine, ce qui pourrait entraîner 30 000 morts. Un scénario jugé « tout à fait possible » par la ministre de la Santé de l'époque, Roselyne Bachelot,.
Invité au début du mois de janvier 2022 sur le plateau de la chaîne BFM TV, l'épidémiologiste a tenu à nuancer les prédictions trop optimistes évoqués dans les médias et présentant la « vague du variant Omicron » comme la dernière de la pandémie de Covid-19.

## Distinctions
Antoine Flahault est élu président annuel (ou co-président) du World Health Summit (Sommet mondial de la santé) pour l'année 2016.

## Publications
En tant que chercheur, le Pr Antoine Flahault a publié environ trois cents articles scientifiques sur diverses épidémies,, ainsi qu'un ouvrage sur la pandémie de Covid :
- Covid, le bal masqué, bilan mondial et stratégies gagnantes, Dunod, 2021,  240 pages   (ISBN 978-2100819393)[14] ;
- Prévenez-moi ! Une meilleure santé à tout âge, Éditions Robert Laffont, 2024, 352 pages  (ISBN 9782221274057).